# Laurentiuskirche (Haiterbach)
Die Laurentiuskirche ist eine evangelische Kirche in Haiterbach im Landkreis Calw in Baden-Württemberg. Sie gehört zur Evangelischen Kirchengemeinde Haiterbach-Talheim im Kirchenbezirk Calw-Nagold der Evangelischen Landeskirche in Württemberg
Die heutige evangelische Kirche in Haiterbach trägt noch den Namen, auf den sie einst geweiht wurde: Laurentiuskirche. Laurentius starb 258 n. Chr. in Rom den Märtyrertod mit einem eindrucksvollen Bekenntnis zu seinem Gott und Herrn Jesus Christus auf den Lippen. Die früheste Erwähnung der Kirche geht auf das Jahr 1150 zurück. Aus dieser Zeit stammt der noch erhaltene romanische Turm, abgesehen von seinem viel späteren oberen Teil. Im unteren Stockwerk des Turmes wurde in der Zeit der Frühgotik ein Kreuzgewölbe als Chor der Vorgängerkirche eingezogen. Der Raum dient heute als Sakristei, zugleich als Eltern-Kind-Raum mit Gottesdienstübertragung. Er ist mit seinen Holzfiguren biblischer Gestalten ein besonderes Schmuckstück der Kirche. Wandmalereien mit Darstellungen der Heiligen Katharina, Barbara und Margaretha sowie ein Taufstein, wohl aus jener Zeit, sind noch erhalten. Vom ursprünglichen Kirchenschiff (Langhaus), seiner Größe und Bauweise fehlt jede Spur. Nur so viel ist bekannt, dass es sich mit seiner Längsrichtung von West nach Ost an den Turmchor anschloss. Beim Stadtbrand 1554 wurde das Schiff vernichtet und ein Jahr später das von Norden zum neuen Südchor reichende Schiff an der Turm-Westseite neu errichtet. Der 3/8-Chor mit hochrechteckigen Fenstern ohne gotisches Maßwerk enthält eine niedrige Orgelempore mit acht ausdrucksstarken Apostelbildnissen in der Brüstung. Das Gestühl in Schiff, Emporen und Chor ist vierseitig auf die hölzerne Kanzel rechts am Chorbogen ausgerichtet. Das Rankenwerk-Wandgemälde mit Bibelzitat am Chorbogen prägt die neugotische Innenraumgestaltung von 1857. Um die Kirche herum war der Friedhof angelegt.